# Lucjusz Eliusz Tuberon
Lucjusz Eliusz Tuberon, łac. Lucius Aelius Tubero (I w. p.n.e.) – rzymski polityk i pisarz, autor pracy dotyczącej dziejów Rzymu, zaliczany do annalistów młodszych.
Był przyjacielem Marka Tuliusza Cycerona jeszcze z lat dzieciństwa, spowinowaconym z nim przez swoje małżeństwo. Jako legat służył jego bratu Kwintusowi w 58 roku p.n.e. (lub w latach 61–58), gdy ten sprawował namiestnictwo prowincji Azja. Niedługo potem (lub wcześniej) piastował urząd pretora. Wszechstronnie wykształcony, interesował się filozofią, o czym świadczy fakt, że sceptyk Ajnesidemos zadedykował mu jedną ze swoich prac. Lucjusz należał do zwolenników Pompejusza. W trakcie wojny domowej, w 49 roku p.n.e. został wyznaczony na namiestnika prowincji Afryka. Udał się do niej, wraz ze swoim synem Kwintusem, lecz nie zdołał objąć urzędu – Kwintus Ligariusz, dowodzący na wybrzeżu (w imieniu samozwańczego namiestnika Publiusza Attiusza Warusa), nie pozwolił mu nawet na przybicie do brzegu. Po tym niepowodzeniu obaj Tuberonowie dołączyli do sił Pompejusza. Walczyli po jego stronie pod Farsalos. Po klęsce zdali się jednak na łaskę Cezara.
Sporo informacji na ich temat zawiera mowa Cycerona, który występował jako obrońca Ligariusza w procesie wytoczonym przez Tuberonów. Lucjusz stał się także postacią tytułową jednej z prac Warrona, Tubero de origine humana.
Lucjusz Eliusza Tuberona zalicza się do grupy annalistów młodszych. Dzieło historyczne, jakie miał napisać, zostało wspomniane w jednym z listów Cycerona do brata. Nie zachowało się, stąd trudno cokolwiek o nim powiedzieć. Wysuwane były przypuszczenia, że przedstawiło dzieje Rzymu od czasów najdawniejszych po współczesne autorowi, który miał najszerzej opisać właśnie lata sobie najbliższe. Wedle innej koncepcji, wszystkie informacje dotyczące pracy historycznej jego syna należy wiązać właśnie z dziełem Lucjusza.